# سارای‌جیک (مرزیفون)
سارای‌جیک (به ترکی استانبولی: Saraycık) یک منطقهٔ مسکونی در ترکیه است که در مرزیفون واقع شده‌است.